# Verwaltungsverband Grüner Grund

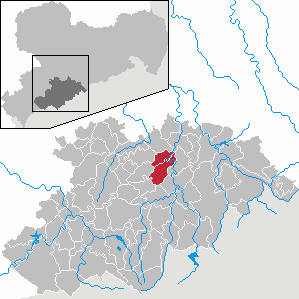
Lage des Verwaltungsverbandes im Erzgebirgskreis

Der Verwaltungsverband Grüner Grund war ein Verwaltungsverband im Erzgebirgskreis im Freistaat Sachsen. Verwaltungsverbände sind Körperschaften des öffentlichen Rechts, dem die zugehörigen Gemeinden freiwillig verschiedene Verwaltungsaufgaben übertragen haben.
Das Gebiet des Verwaltungsverbandes erstreckte sich vom Tal der mittleren Zschopau südlich der gleichnamigen Stadt über die Seitentäler der Wilisch und des Drebaches bis zu den Bergrücken zwischen Wilisch und Drebach sowie Drebach und Zschopau. Von der Zschopau (340 m ü. NN) steigt das Gelände zum Teil schroff an und erreicht zwischen Drebach und Ehrenfriedersdorf 600 m ü. NN.

## Ehemalige Mitgliedsgemeinden mit ihren Ortsteilen
- Drebach mit dem OT Scharfenstein
- Venusberg mit den OT Grießbach, Im Grund, Spinnerei, Wilischthal und Wiltzsch

## Geschichte
Der Verwaltungsverband wurde 1994 durch die Gemeinden Drebach, Grießbach, Hopfgarten, Scharfenstein und Venusberg gegründet. Rechtsfähig war er seit dem 18. März 1994. Am 1. Oktober 1998 schied Hopfgarten mit der Eingemeindung nach Großolbersdorf aus dem Verband aus. Venusberg und Grießbach schlossen sich am 1. Januar 1999 zur neuen Gemeinde Venusberg zusammen. Am 1. Januar 2005 wurde Scharfenstein nach Drebach eingemeindet. Mit der Fusion der Gemeinden Drebach und Venusberg zur neuen Gemeinde Drebach wurde der Verwaltungsverband am 1. Januar 2010 aufgelöst.
Das Gebiet des Verwaltungsverbandes umfasste 32,74 km², auf denen 5.739 Einwohner lebten (31. Dezember 2008).
Verbandsvorsitzender war von 1994 bis 2009 der frühere Bürgermeister und spätere Ortsvorsteher von Scharfenstein Wolfgang Volkmann.